# ケアラケヘ高校

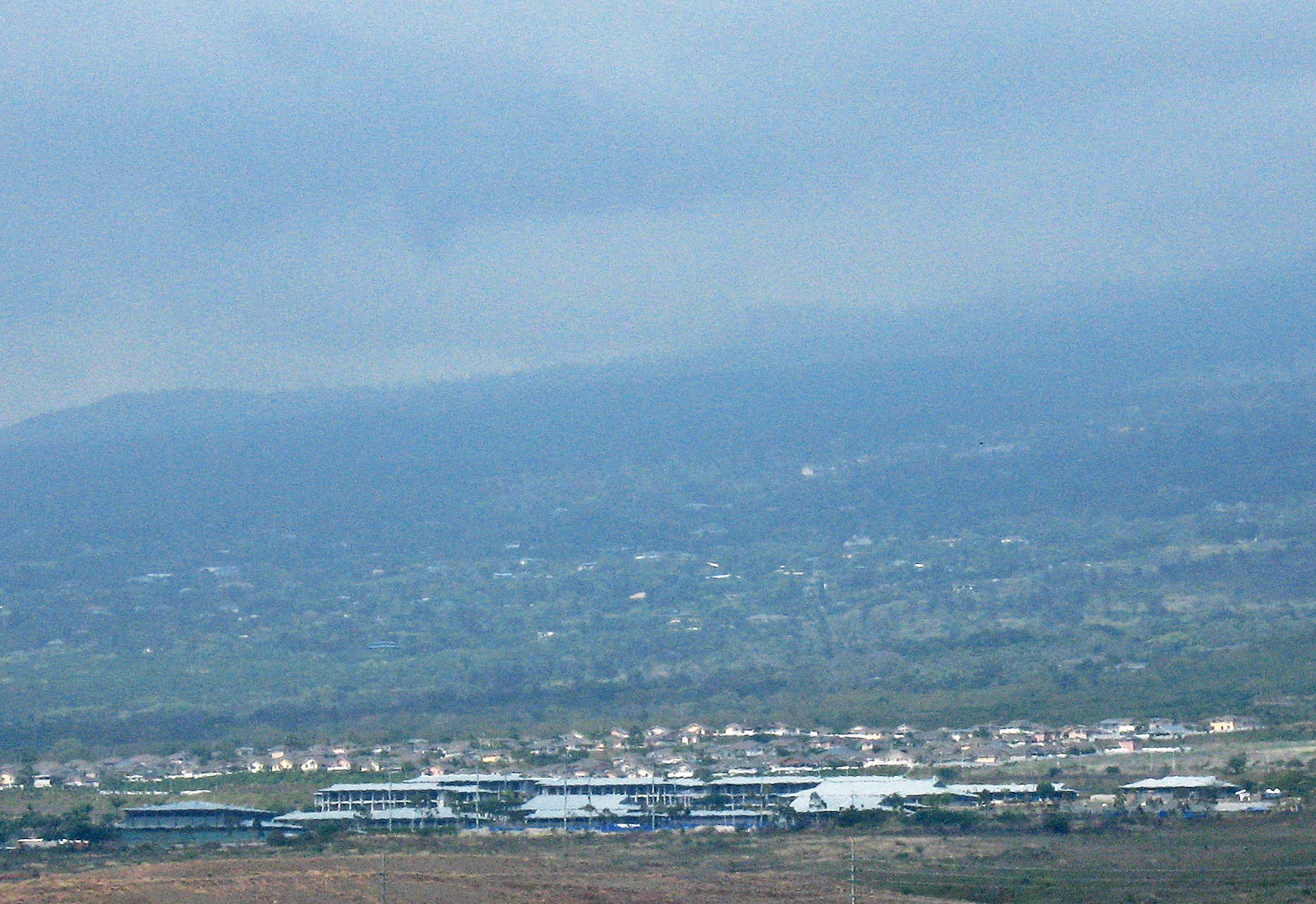
フアラライ山の山麓にケアラケヘ高校校舎が見える

ケアラケヘ高校（ケアラケヘこうこう、英語: Kealakehe High School）は、アメリカ合衆国ハワイ州ハワイ島のコナ地区に2つある公立高校（9年～12年生）のひとつで、1921年に創立された歴史あるコナワエナ高校に対して、1997年に創立された新しい高校である。

## 概要
ケアラケヘ高校は1997年に、これまであった歴史あるコナワエナ高校のずっと北に設置されて、現在の地区別では北コナ地区にケアラケヘ高校が、南コナ地区にコナワエナ高校があるようになっている。坂を下ると、ホノコハウ港やカロコホノコハウ国立歴史公園がある場所である。「ケアラケヘ」はハワイ語で「折れ曲がった道」を意味する。
創立当初は生徒数407名（9年生のみ）であったが、現在は1,600名である（9～12年生、2016年）。学区は北コナ地区のホルアロア、カイルア・コナから、南コハラ地区のワイコロア、プアコまでのハワイ州で最も広い地域をカバーしている。創立以来、Wilfred Murakamiが校長を務めている。
ケアラケヘ高校の比較的近くにはケアラケヘ小学校・中学校（Kealakehe Elementary and Intermediate Schools）もあり、少し北にはハワイ・コミュニティーカレッジもある。

## 市民プログラム
学生全員は毎朝「市民プログラム」（Citizenship Program）と称する時間を過ごし、アメリカ市民としての義務・権利、世界の様子などを学生同士が学んでいる。

## 上級市民プログラム
「上級市民プログラム」（Advanced Global Citizenship Program）として様々な学びもあるが、Model United NationsとRoboticsを教員のJustin Brownの指導で行っているのが特徴といわれる。

### モデル国連
「モデル国連」（Model United Nations）は2010年に始まっており、国際交流について学べるようになっている。 

### ケアラケヘ・ロボット技術
ロボット技術を学び、応用する「Tiki Tech チーム3880」があり、島内、州内、全米、国際試合に参加している。　

## 交通
住所は
で、交通はハワイ州道19号線で Kealakeke Parkwayへ入り、Ane Keohokalole Highway（ホノコハウ港～West Hawaii Civic Center）で右折して、Puohulihuli Streetへ入ったところにある。